# Vlag van Zuid-Finland

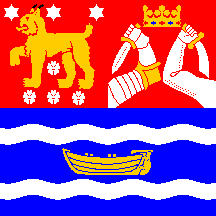
Vlag van Zuid-Finland

De vlag van Zuid-Finland is een vierkante banier van het wapen van deze Finse provincie en is, net als Zuid-Finland, gecreëerd in 1997.
De elementen op de Zuid-Finse vlag zijn afkomstig van de wapens van de historische regio's Tavastland (linksboven), Karelië (rechtsboven) en Nylandië (onder). Deze regio's waren provincies van het Zweedse koninkrijk, totdat Finland in 1809 deel van Rusland ging uitmaken. De huidige provincie Zuid-Finland is gelegen op het grondgebied van het vroegere Nylandië en delen van de andere twee historische provincies.

Wapen van Zuid-Finland

Karelië, dat nu voor een klein deel in Finland ligt, maar vroeger voor een veel groter deel tot het destijds binnen Zweden vallende Finland behoorde, ligt nu grotendeels in Rusland. Het Karelische wapen werd voor het eerst gebruikt in 1560 of 1562 en is sindsdien in gebruik gebleven. Dit wapen, dat ook voorkomt op de vlag van Oost-Finland en in enigszins gewijzigde vorm ook gebruikt wordt door de Finse regio's Noord-Karelië (gelegen in Oost-Finland) en Zuid-Karelië (in Zuid-Finland), toont twee handen die een zwaard en een kromsabel vasthouden onder een hertogelijke kroon. Mogelijk staat dit voor de positie van Karelië tussen Finland (zwaard) en Rusland (kromsabel). In het Finse wapen houdt een leeuw een (uit het Karelische wapen ontleend) zwaard vast en vertrapt de kromsabel.
Het wapen van Nylandië is in gebruik sinds de begrafenis van Gustaaf I van Zweden in 1560. Het wapen toont een gouden boot tussen twee witte golvende lijnen. Ook het Tavastlandse wapen werd bij Gustaafs begrafenis in gebruik genomen. Dit wapen toont een leeuw met opgestoken oren met aan de bovenkant drie witte zespuntige sterren en aan de onderkant vier rozen.
Op 1 januari 2010 werden de Finse provincies opgeheven. Hiermee verviel de vlag.